# Antonio Salvi
Pour les articles homonymes, voir Salvi.
Antonio Salvi (17 janvier 1664 à Lucignano, dans la province d'Arezzo en Toscane – 21 mai 1724 à Florence) est un librettiste d'opéras italien.

## Biographie
Antonio Salvi naît le 17 janvier 1664 à Lucignano.
Médecin à la cour ducale de Florence, il se met à écrire à partir de 1694 des livrets pour les théâtres de Livourne et Florence. Entre 1701 et 1710, sept de ses œuvres sont représentées au Pratolino dans la résidence du prince Ferdinand de Médicis, dont Salvi est devenu le poète préféré. Après la mort de Ferdinand en 1713, Salvi étend la diffusion de ses œuvres au-delà de la Toscane, notamment à Rome, Reggio d'Émilie, Turin, Venise et Munich. Ses livrets sont mis en musique par les plus fameux compositeurs de son époque, entre autres Alessandro Scarlatti, Vivaldi et Haendel.
Il meurt le 21 mai 1724 à Florence.

## Œuvres
Antonio Salvi est l'auteur des livrets suivants, associés aux noms des compositeurs qui les ont utilisés puis repris :
- La forza compassionevole (1694) ;
- Astianatte (1701), d'après Andromaque de Racine, pour G.A. Perti ; puis A.M. Bononcini, F. Gasparini, L. Vinci, G.B. Bononcini et N. Jommelli ; comme Andromaca : L. Leo, G.B. Lampugnani, D. Perez (en) ;
- Arminio (1703) pour A. Scarlatti ; puis A. Caldara, C.F. Pollarolo, J.A. Hasse, G.F. Haendel (Arminio), B. Galuppi et G. Cocchi ;
- Publio Cornelio Scipione (1704), repris par Haendel (Scipione) ;
- Il gran Tamerlano (1706) pour A. Scarlatti ; puis Gasparini et autres sous le titre Il trace in catena, puis G. Porta comme Teodorico ;
- Dionisio re di Portogallo (1707) pour Perti ; puis Haendel comme Sosarme ;
- Stratonica (1707) ;
- Ginevra principessa di Scozia (1708) pour Perti ; puis D. Sarro, G. Sellitto (en), A. Vivaldi, F. Bertoni ; sous le titre Ariodante : Pollarolo, Haendel (Ariodante) et Wagenseil ;
- Berenice regina d'Egitto (1709) pour Perti ; puis G.M. Ruggieri (en)(comme Le gare di politica e d’amore), D. Scarlatti et N. Porpora, F. Araia, Haendel (Berenice) ;
- Rodelinda regina de Longobardi (1710) pour Perti ; puis Haendel (Rodelinda), G. Boniventi (it) (comme Bertarido re de’ Longobardi) et C.H. Graun ;
- Lucio Papirio (1714) pour Gasparini ; puis L.A. Predieri (en), G.M. Orlandini, Leo et Porpora ;
- Amor vince l’odio overo Timocrate (1715) pour Gasparini ;
- Il Tartaro nella Cina (1715) pour Gasparini ;
- Amore e maestà (1715) pour G.M. Orlandini ; puis Gasparini et G.M. Buini ; comme Arsace : Gasparini, D. Sarro, G.F. Brusa (it), G. Giacomelli, F. Feo, Lampugnani ;
- Il pazzo per politica (1717) pour Predieri (en), puis T. Albinoni sous le titre Eumene ;
- Le amazoni vinte da Ercole (1718) pour Orlandini ;
- Scanderbeg (1718) pour Vivaldi ;
- Il carceriero di sé stesso, (1720) pour Orlandini ;
- Adelaide (1722) pour P. Torri ; puis Porpora, Buini, Orlandini, Haendel (sous le titre Lotario), Vivaldi et G. Cocchi ;
- Gl’equivoci d’amore e d’innocenza (1723) pour Gasparini ;
- Ipermestra (1724) pour Giacomelli ; puis Vivaldi et Feo.